# Phycosoma nigromaculatum
Phycosoma nigromaculatum är en spindelart som först beskrevs av Yoshida 1987.  Phycosoma nigromaculatum ingår i släktet Phycosoma och familjen klotspindlar. Inga underarter finns listade i Catalogue of Life.